# كليف هاريس (لاعب كرة قدم أمريكية)
كليف هاريس (بالإنجليزية: Cliff Harris)‏ هو لاعب كرة قدم أمريكية أمريكي، ولد في 12 ديسمبر 1990 في فريسنو في الولايات المتحدة.